# Vengos, le kamikaze fou
Pour plus de détails, voir Fiche technique et Distribution.
Vengos, le kamikaze fou (Βέγγος ο τρελλός καμικάζι, Vengos o trellos kamikazi) est un film grec réalisé par Dínos Katsourídis et sorti en 1980.

## Synopsis
Un père de famille sans le sou décide d'ouvrir un garage pour deux roues. Cependant, il est très vite la cible d'un gang de bikers. Il se transforme alors en un véritable kamikaze pour régler le problème.

## Fiche technique
- Titre : Vengos, le kamikaze fou
- Titre original : Βέγγος ο τρελλός καμικάζι (Vengos o trellos kamikazi)
- Réalisation : Dínos Katsourídis
- Scénario : Dínos Katsourídis et Napoléon Eleftheriou
- Direction artistique : Tassos Zographos
- Décors : Tassos Zographos
- Costumes : Tassos Zographos
- Photographie : Dimitris Papaconstantis et Nikos Milas
- Son : Ilias Ionesko
- Montage : Niki Langadinou
- Musique : Mimis Plessas
- Production :  Dínos Katsourídis
- Pays d'origine :  Grèce
- Langue : grec
- Format : Couleurs
- Genre : Comédie
- Durée : 82 minutes
- Dates de sortie : 1980

## Distribution
- Thanássis Véngos
- Vasia Trifylli
- Dimitris Piatas
- Lambri Liva